# Pinus engelmannii
Pinus engelmannii és una espècie de conífera de la família Pinaceae nadiua de Mèxic.

## Descripció
És una espècie arbòria de fins a 35 m d'alçada i 1 m de DAP; copa arrodonida, arbres joves amb branques ascendents i copa oberta en forma cònica. Branques llargues i gruixudes, les superiors ascendents, les inferiors descendents i sigmoides, amb freqüència molt penjants en arbres vells; últimes branquillons gruixudts de 2 a 3 cm de diàmetre molt rugosos. Escorça dels arbres madurs de color cafè vermellós a fosc, rugosa, escamosa, dividida en plaques llargues i estretes; en els arbres joves l'escorça és grisa, rugosa, escamosa i solcada però no dividida en plaques. Fusta suau, de color groc pàl·lid de molt bona qualitat.
Fulles en fascicles de 3 a 5, agrupades en els extrems de les branquillons, de 20 a 43 cm × 1,4-2 mm i al voltant d'1 mm de gruix, de color verd pàl·lid o verd groguenc, aspres, rígides i erectes o corbades, amb marges serrats, estomes en 11 a 18 fileres a la cara dorsal, de 5 a 9 fileres en la cara ventral, canals resinífers de 4 a 13 generalment 5 a 8. Beines escamoses, de color cafè castany, en madurar tornant-se cafè fosc o gairebé negres, de vegades enganxoses de 2 a 3 cm de llarg, fins a 4 cm quan són immadures, persistents. Conillos llargament ovoides, de color porpra, en grups de 2 a 5 sobre peduncles ferms, escates gruixudes i amb una diminuta espina erecta.
Cons asimètrics, ovoides a amplament ovoides de 10 a 16 cm × 6 a 12 cm, lleugerament corbats, cafè groguencs, durs, pesats en grups de 2 a 5 sobre peduncles forts de 5 a 10 mm × fins a 2 cm, que s'amaguen sota les escates basals i que romanen enganxats a la branca quan el con cau; els cons maduren durant la tardor i romanen tancats per algun temps; ja oberts romanen enganxats a les branquillons menys d'un any.
Escates dures, fortes, arrodonides o agudes en l'àpex, amb apòfisi engruixada piramidal, usualment molt protuberant i reflecteix, transversalment carenada; umbo dorsal gris, prominent, amb espina aguda, recta o corbada, persistent o caduca. Llavors de color cafè fosc. De 5 a 8 mm de llarg, amb ala articulada, lanceolada, de 2 a 4 cm de llarg i de 7 a 9 mm d'ample.

## Requeriments ambientals
Altitud d'1.250 a 2.500 però prefereix 1.500 msnm.Sòl, probablement leptosoles; des de sòls prims fins profunds; textura arenosa-argilosa; pedregosos; ben drenats; amb humitat aparent; pH moderadament àcids, 5 al 6,8; sol trobar-se en terrenys pobres, pedregosos i amb aflorament rocós continu; temperatura 11 a 18 °C; la precipitació mitjana varia de 500 a 1.400 mm, prefereix 600 a 900 mm; el clima dominant és temperat subhumit amb pluges a l'estiu, adaptant-se també al temperat sec. És resistent a les gelades, en el seu hàbitat tots els anys es presenten nevades i 2 a 3 dies de l'any estan ennuvolats.

## Usos
A partir d'aquesta espècie es pot obtenir fusta per a mobles i construcció, motllures, parquet, pals d'escombres, polpa per a paper, fusta serrada, pals i per l'ebenisteria.

## Distribució
P. engelmannii és natiu de Mèxic (Chihuahua, Coahuila, Nuevo León, Sinaloa, Sonora, Zacatecas), i el sud dels Estats Units (Arizona, Nou Mèxic).
- Associació vegetal
- Bosc de Quercus i bosc de coníferes.
- Coordenades geogràfiques: de 21°50’ a 31°15’ latitud nord, i 103° 45’ a 110° 35’ Longitud oest.

## Taxonomia
Pinus engelmannii va ser descrita per Élie-Abel Carrière i publicada en Revue Horticole 3: 227. 1854.
Etimologia
Pinus: nom genèric donat del llatí al pi.
engelmannii: Epítet atorgat en honor del botànic alemany George Engelmann.
Sinonímia
- Pinus apacheca Lemmon
- Pinus engelmannii var. blancoi (Martínez) Martínez
- Pinus latifolia Sarg.
- Pinus macrophylla Engelm.
- Pinus macrophylla var. blancoi Martínez
- Pinus mayriana Sudw.
- Pinus mayriana var. apacheca (Lemmon) Lemmon
- Pinus ponderosa var. macrophylla Shaw
- Pinus ponderosa var. mayriana Sarg.[4][5]